# Faureia milanjica
Faureia milanjica är en insektsart som först beskrevs av Karsch 1896.  Faureia milanjica ingår i släktet Faureia och familjen gräshoppor. Inga underarter finns listade i Catalogue of Life.